# Kjersti Thun
Kjersti Thun, född den 18 juni 1974, är en norsk fotbollsspelare. Vid fotbollsturneringen under OS 1996 i Atlanta deltog hon i det norska lag som tog brons.